# Alfa Romeo Stelvio
L'Alfa Romeo Stelvio (Tipo 949) est le premier modèle SUV du constructeur automobile italien Alfa Romeo, présenté officiellement au salon de l'automobile de Los Angeles 2016 le 16 novembre 2016, et commercialisé au printemps 2017. Il est fabriqué dans l'usine Fiat-Cassino.

## Présentation
En 2002, la marque milanaise s'intéresse au secteur des SUV et dévoile une première étude avec le concept car Kamal, au salon de Genève.
Un lancement officiel en 2010 était prévu. Lors du salon de Francfort 2010, Harald Wester, alors PDG d'Alfa Romeo, avait présenté un plan produit faisant état de la commercialisation d'un SUV après 2014. Le Kamal aurait pu utiliser la plateforme de l'Alfa Romeo 159.
Le nom de l'Alfa Romeo Stelvio fait référence au col du Stelvio, situé à 2 758 mètres. C'est le plus haut col routier d'Italie, et le deuxième en Europe.
La version sportive de l'Alfa Romeo Stelvio, nommée « Quadrifoglio », est dévoilée le 16 novembre 2016, à l'occasion du salon de l'automobile de Los Angeles 2016. La marque ne communique que peu d'informations, et la date de commercialisation n'est même pas annoncée.
Les versions européennes du Stelvio sont présentées au salon de Genève, en mars 2017. Il se positionne comme un concurrent du BMW X3, de l'Audi Q5, du Mercedes-Benz GLC, du Porsche Macan, du Jaguar F-Pace, de la Range Rover Velar et du DS7 Crossback.
En novembre 2019, Alfa Romeo présente une version actualisée de son Stelvio. Le système multimédia devient tactile. Il a été mis à jour et reçoit désormais la comptabilité Apple CarPlay et Android Auto. Par ailleurs, la planche de bord a été redessinée. Le Stelvio peut recevoir en option un chargement sans fil. L'ensemble des motorisations sont conformes à la norme Euro 6-d Temp : les motorisations à essence sont désormais équipées d'un filtre à particules et les Diesel reçoivent un système SCR.
En octobre 2022, le Stelvio est restylé : il possède des phares à LED constitués de trois blocs faisant référence à l'Alfa Romeo SZ Zagato tandis que les feux arrière sont fumés grâce à une finition.

### Design
Le design de l'Alfa Romeo Stelvio s'inspire beaucoup de la familiale routière Giulia. La planche de bord est reprise de cette dernière, mais elle est légèrement retravaillée.

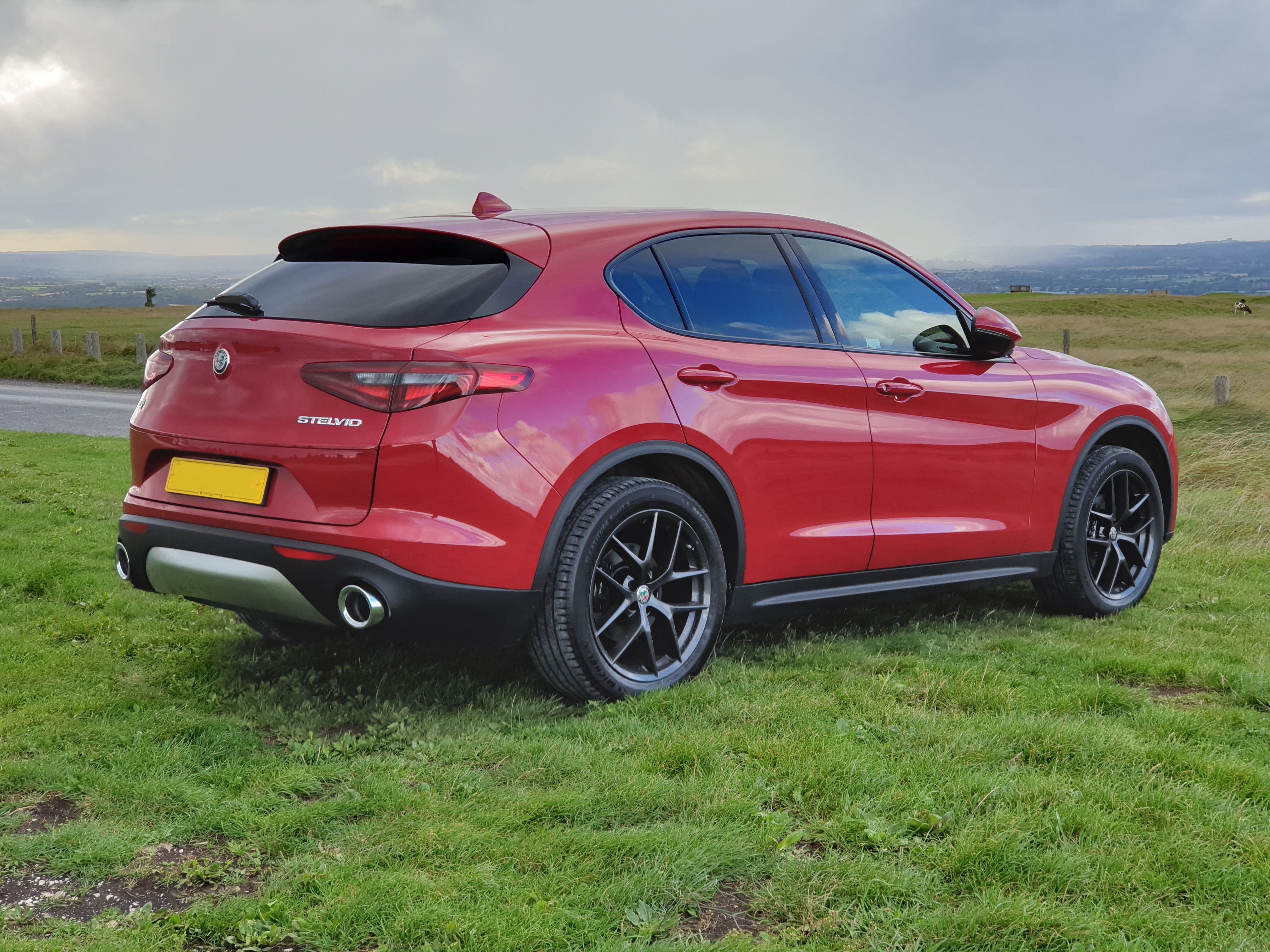
Arrière

## Caractéristiques techniques
L'Alfa Romeo Stelvio repose sur la nouvelle plateforme technique Giorgio conçue pour l'Alfa Romeo Giulia (2015) adaptée pour cette utilisation. Son design est très proche de cette dernière, tout comme sa planche de bord.
Le modèle est très léger et est parfaitement équilibré en répartition des masses avant arrière 50/50 grâce à de nombreuses parties de carrosserie en aluminium et un arbre de transmission en carbone.

### Motorisations

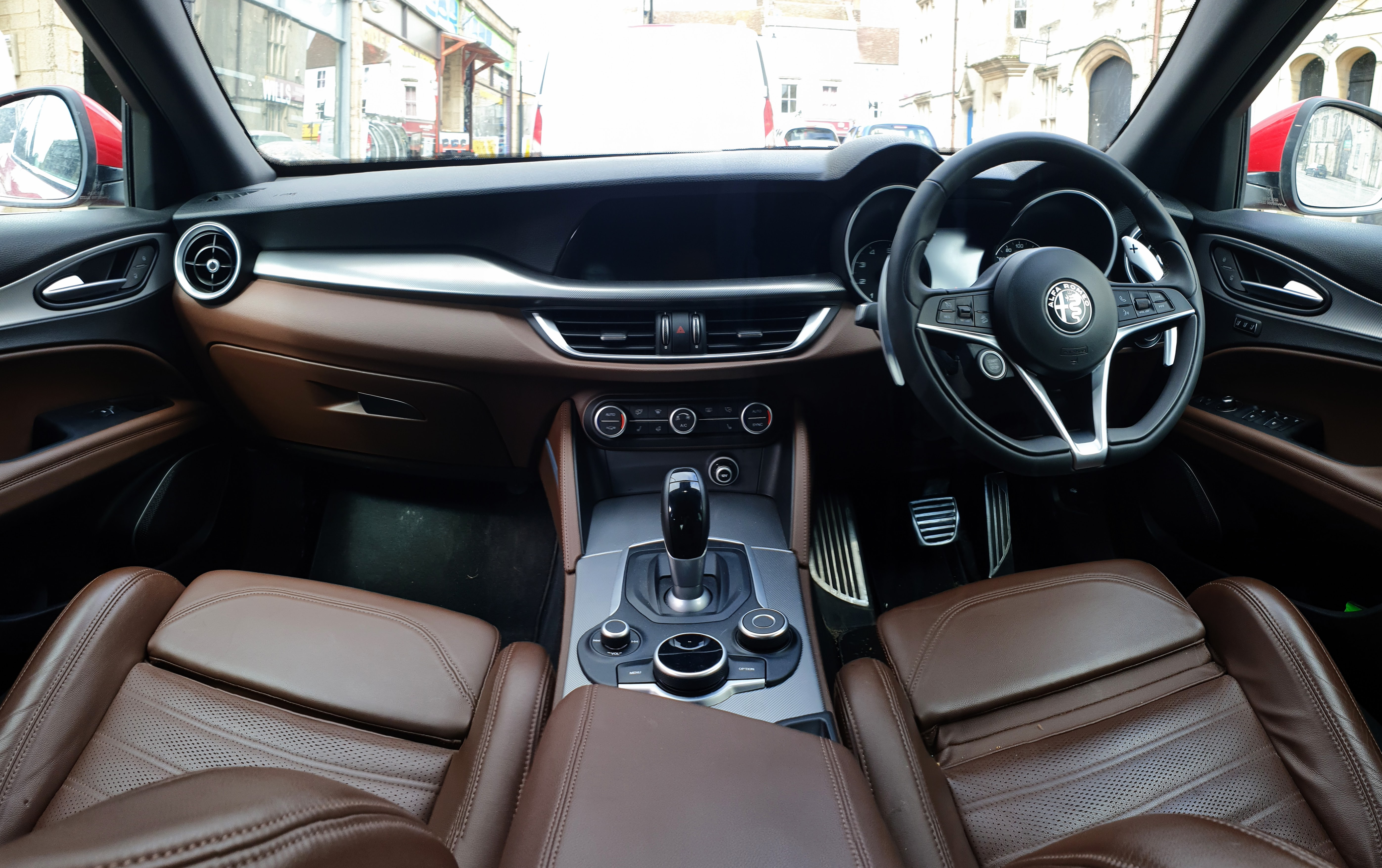
Intérieur

Fin 2018, les moteurs diesel 2.2 Multijet 150 et 180 ch et 380 N m de couple passent respectivement à 160 et 190 ch et 450 N m de couple.
|                         | 2.2 Multijet                                     | 2.2 Multijet                                     | 2.2 Multijet Q4                        | 2.0 Turbo MultiAir              | 2.0 Turbo MultiAir              | 2.9 V6 Quadrifoglio    |
| ----------------------- | ------------------------------------------------ | ------------------------------------------------ | -------------------------------------- | ------------------------------- | ------------------------------- | ---------------------- |
| Types moteurs           | Fiat Family B                                    | Fiat Family B                                    | Fiat Family B                          | FCA Global Medium Engine (GME)  | FCA Global Medium Engine (GME)  | Ferrari F154           |
| Cylindrée               | 2 143 cm3                                        | 2 143 cm3                                        | 2 143 cm3                              | 1 995 cm3                       | 1 995 cm3                       | 2 891 cm3              |
| Alésage/course (mm)     | 83 / 99                                          | 83 / 99                                          | 83 / 99                                | 84 / 90                         | 84 / 90                         | 86,5 / 82              |
| Architecture            | 4 cylindres + géométrie variable turbo           | 4 cylindres + géométrie variable turbo           | 4 cylindres + géométrie variable turbo | 4 cylindres + twin-scroll turbo | 4 cylindres + twin-scroll turbo | V6 bi-turbo à 90°      |
| Puissance maximale      | 150/160 ch à 4 000 tr/min                        | 180/190 ch à 3 750 tr/min                        | 210 ch à 3 750 tr/min                  | 200 ch à 5 000 tr/min           | 280 ch à 5 250 tr/min           | 510 ch à 6 500 tr/min  |
| Couple maximal          | 380 N m à 1 500 tr/min ou 450 N m à 1 750 tr/min | 380 N m à 1 500 tr/min ou 450 N m à 1 750 tr/min | 470 N m à 1 750 tr/min                 | 330 N m à 1 750 tr/min          | 400 N m à 2 250 tr/min          | 600 N m à 2 250 tr/min |
| Boîte de vitesses       | BVM6 / BVA8                                      | BVM6 / BVA8                                      | BVA8                                   | BVA8                            | BVA8                            | BVA8                   |
| Vitesse maximale        | 198                                              | 210 (propulsion et Q4),                          | 215                                    | 215                             | 230                             | 284                    |
| 0-100 km/h              | 8,8 s (BVA 8)                                    | 7,6 s (propulsion et Q4),                        | 6,6 s                                  | 7,2 s                           | 5,7 s                           | 3.8 s                  |
| Consommation (L/100 km) | 4,7 L                                            | 4,7 L (propulsion et Q4),                        | 4,8 L                                  | 7 L                             | 7 L                             | 11.8L                  |
| Émissions de CO2 (g/km) | 124 g                                            | 124 g (propulsion), 127 g (Q4)                   | 127 g                                  | 161 g                           | 161 g                           | 267 g                  |

BVM6 correspond à la boîte de vitesses manuelle à six rapports. BVA8 fait référence à la boîte automatique d'origine ZF à huit rapports.

### Quadrifoglio

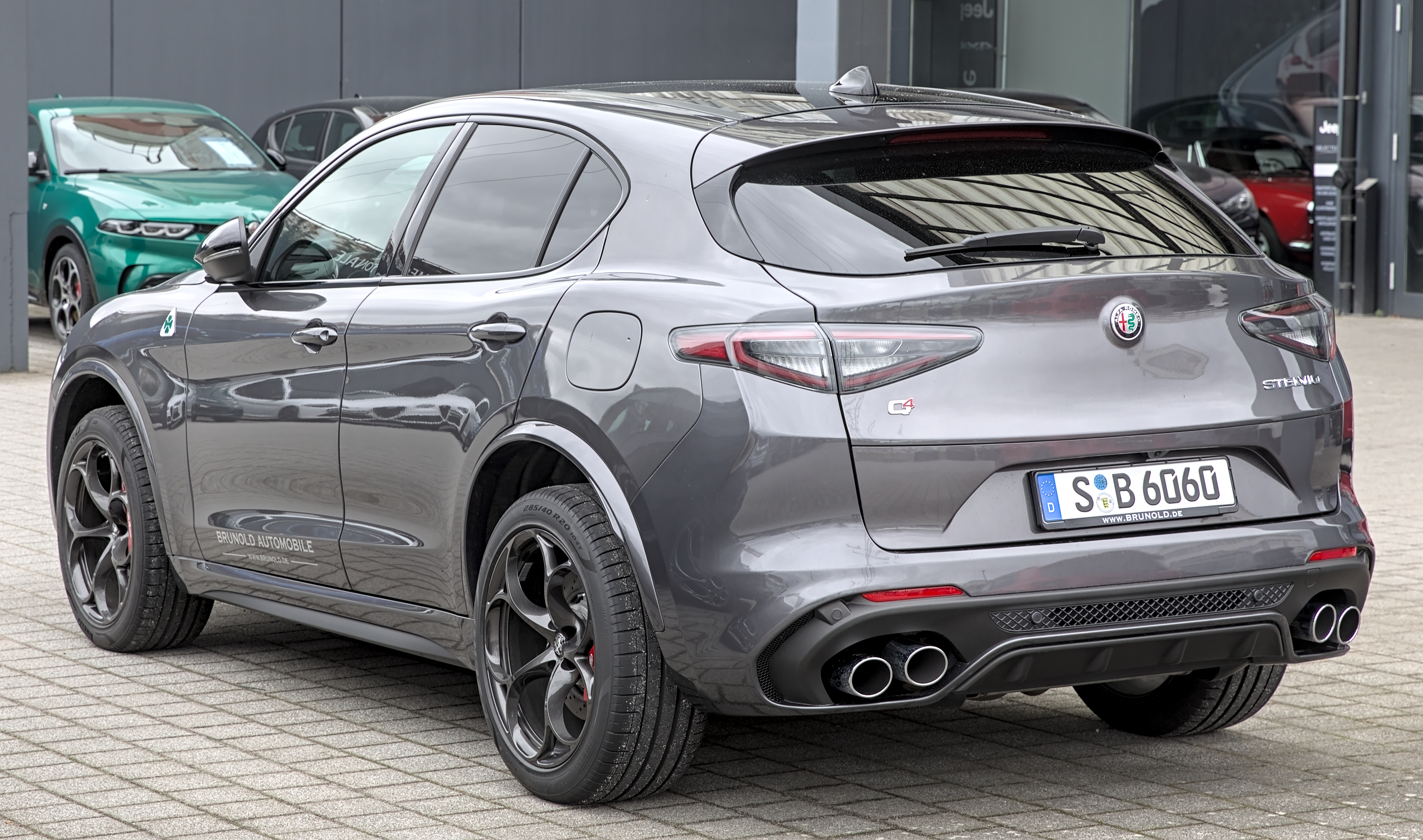
Stelvio Quadrifoglio.

L'Alfa Romeo Stelvio est dévoilé en version Quadrifglio au salon de l'automobile de Los Angeles 2016. Il possède un moteur V6 2,9 L bi-turbo d'origine Ferrari développant 510 ch à 6 500 tr/min. Cette version possède la transmission intégrale Q4 : en conduite normale, la voiture est une propulsion, mais en cas de besoin, jusqu'à 60 % du couple peut être transmis aux roues avant. De plus, ce système est couplé à un système Torque Vectoring qui peut faire varier électroniquement le couple transmis à chaque roue. Alfa Romeo a réduit le poids grâce à l'emploi de la fibre de carbone pour les portes, le hayon et le capot. Les roues possèdent d'immenses jantes de 21 pouces.

## Finitions

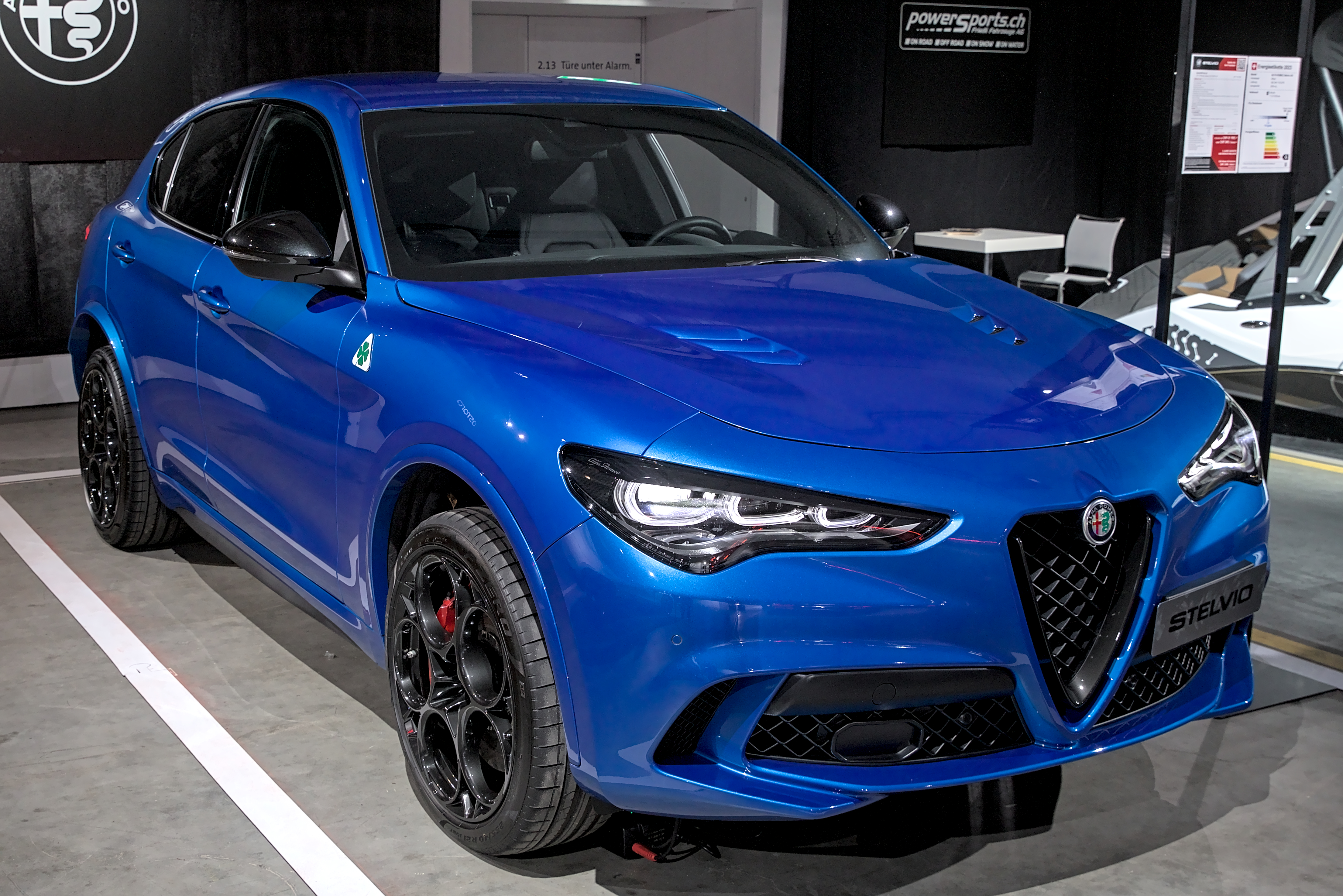
Stelvio (phase 2)

- Stelvio
- Stelvio Business
- Stelvio Super
- Stelvio Estrema[16]
- Stelvio Quadrifoglio

### Séries spéciales
- Sport Edition
- Nring
- Ti
- Edizione
- Sprint 110 ans (55 exemplaires)[17]

### Séries limitées
- 6C Villa d'Este[18], limitée à 30 exemplaires (en France).
- Quadrifoglio 100° Anniversario, limitée à 100 exemplaires en 2023[19]

## Production
Tableau récapitulatif de la production selon les données statistiques ANFIA, (équivalent du CCFA français) :
| Année | Alfa Romeo Stelvio |
| ----- | ------------------ |
| 2017  | 55 703             |
| 2018  | 41 582             |
| 2019  | 32 311             |
| 2020  | 26 673             |
| 2021  | n.c.               |

## Records et récompenses
L'Alfa Romeo Stelvio Quadrifoglio bat le record du tour du circuit du Nürburgring dans la catégorie des SUV qui comporte notamment le Porsche Cayenne et le Range Rover Sport. Il effectue un temps de 7 min 59 s. C'est 74 centièmes de mieux que le précédent détenteur du record, le Porsche Cayenne Turbo S, qui possède pourtant une puissance supérieure (575 ch contre 510).
Les récompenses décernées par des groupes de l'industrie automobile et des éditeurs de médias comprenaient :
- CUV du Texas par la Texas Auto Writers Association[22]
- 2019 Auto Bild Magazine remporte la catégorie "Design", concours "Meilleures marques"[23]
- 2019 Quelle voiture ? "VUS performant de l'année 2019"[24]